# Попівська сотня
Попівська сотня — адміністративно-територіальна і військова одиниця Ніжинського полку Гетьманщини. Створена 1757 року за рішенням Гетьмана України Кирила Розумовського. Центр — село Попівка.
Одна з 22-ох сотень Ніжинського полку.

## Географія
Сотня займала східну частину Ніжинського полку у безпосередній близькості до кордону Московії. Гарні ґрунти і близькість Конотопської фортеці — основна причина виникнення села Попівки ще в часи Речі Посполитої.

## Історія
За описом, зробленим на 1654 року, село Попівка значиться як велике село, в якому було 339 дворів, з них 130 козацьких, а 133 — міщанських. Село входило до складу Конотопської сотні Ніжинського полку, однак місцеві козаки належали до спеціального палубничого куреня — підрозділу, що супроводжував у походах гетьманські палуби — великі обозні вози. Тому попівські козаки підлягали безпосередньо уряду Гетьмана в Батурині.
У 1750-тих Гетьман України Кирило Розумовський почав подрібнення великих сотень у Прилуцькому та Ніжинському полку, внаслідок чого 1758 року з'явилася окрема Попівська сотня — 22-га за ліком та 56-та в історії Ніжинського полку. За описом 1765-1769 років, Попівській сотні підлягали 17 населених пунктів (при чому сусідня Конотопська сотня мала 58 сіл та хуторів). Сотня проіснувала до ліквідації полково-сотенного устрою на Гетьманщині 1782 року. 
У 1760-х - 1770-х рр, місцева сотенна канцелярія користувалася печаткою з гербом: у полі щита - кавалерський хрест, обабіч якого - два півмісяці з зірками; вгорі, над хрестом, - скручений у вузол мотузок. 
1782 року територія Попівської сотні включена до складу Новгород-Сіверського намісництва Російської імперії.
Нині територія колишньої сотні перебуває в складі Конотопського району Сумської області.

## Сотники
- Іван Жила (1757);
- Микола Кленус (16 листопада 1757-1771);
- Василь Богдановський (22 липня 1771 - 23 листопада 1781).[3]

## Сотенні отамани
- Стефан Скаловський (1757-1758);
- Семен Скаловський (? - 1766- 1775);
- Михайло Баклан (1781-1782);
- Федір Острожський (1782).[4]

## Сотенні писарі
- Григорій Волховський (1766)[4]

## Сотенні осавули
- Микола Кривуня (?-?)[4]

## Сотенні хорунжі
- Тиміш Забіяка (1766)[4]